# Le Projet Laramie
Pour les articles homonymes, voir Laramie.
Pour plus de détails, voir Fiche technique et Distribution.
Le Projet Laramie (The Laramie Project) est un téléfilm américain de Moisés Kaufman. Il évoque un crime homophobe réel, l'assassinat de Matthew Shepard en 1998. En 2002, il a été présenté pour la première fois au festival de Sundance, puis à la Berlinale, avant d'être diffusé directement à la télévision aux États-Unis la même année. En France, il a été présenté au festival du cinéma américain de Deauville en 2003.

## Synopsis
En 1998, les membres d'une compagnie de théâtre new-yorkaise se rendent à Laramie, dans le Wyoming, trois semaines après le meurtre brutal d'un étudiant homosexuel de 21 ans, Matthew Shepard. Ils espèrent ainsi comprendre comment un acte d'une telle violence a pu être commis et quelles réactions suscite le crime au sein de la population locale.

## Fiche technique
- Titre original : The Laramie Project
- Titre français : Le Projet Laramie
- Réalisation : Moisés Kaufman
- Scénario : Moisés Kaufman, Stephen Belber, Leigh Fondakowski, Amanda Gronich, Jeffrey LaHoste, John McAdams, Andy Paris, Greg Pierotti, Barbara Pitts, Kelli Simpkins et Stephen Wangh (crédités comme Tectonic Theatre, sauf Kaufman), adapté de la pièce éponyme (en) de Moisés Kaufman (2000), elle-même inspiré d'un fait réel
- Photographie : Terry Stacey
- Musique : Peter Goulb
- Société de production : HBO
- Pays d'origine :  États-Unis
- Langue originale : anglais
- Format : couleur - son Dolby Digital
- Genre : drame
- Durée : 97 minutes
- Dates de sortie : 
  - États-Unis : 10 janvier 2002 (festival de Sundance) ; 9 mars 2002 (diffusion télévisuelle) ; juillet 2002 (Los Angeles Outfest Gay and Lesbian Film Festival)
  - Allemagne : février 2002 (Berlinale)
  - France : 8 septembre 2003 (festival de Deauville)

## Distribution
| - Kathleen Chalfant : propriétaire de ranch (femme) - Laura Linney (VF : Catherine Le Hénan) : Sherry Johnson - Peter Fonda : Dr Cantway - Jeremy Davies (VF : Jérôme Pauwels) : Jedadiah Schultz - Nestor Carbonell (VF : Patrick Mancini) : Moises Kaufman - Camryn Manheim : Rebecca Hillicker - Andy Paris (en) : Stephen Belber - Grant Varjas : Greg Pierotti (crédité Grant James Varjas) - Kelli Simpkins : Leigh Fondakowski - Clea DuVall : Amanda Gronich - Billie McBride : serveuse - Bill Christ : homme sous le porche - Frances Sternhagen : Marge Murray - Michael Emerson (VF : Guy Chapellier) : le pasteur - Margo Martindale (VF : Monique Thierry) : Trish Steger - Steve Buscemi (VF : Emmanuel Jacomy) : Doc O'Conner - Christina Ricci (VF : Céline Mauge) : Romaine Patterson - Greg Pierotti : John Peacock - Janeane Garofalo (VF : Marie-Martine) : Catherine Connolly - John McAdams : Jonas Slonaker - Joshua Jackson (VF : Damien Ferrette) : Matt Galloway - Michael K. Osborn : Murdock Cooper - Anne Cloud : Kristin Price - Mark Webber : Aaron McKinney - Ben Foster (VF : Damien Witecka) : Aaron Kreifels - Lois Smith : Lucy Thompson - Leslie Henson : la compagne de Catherine Connolly - Garrett Neergaard : Russell Henderson - Daniel Ahearn : juge qui lit l'acte d'accusation - Amy Madigan : Reggie Fluty - Clancy Brown (VF : Bernard Métraux) : Rob Debree - Tom Bower (VF : Patrick Raynal) : le père Roger Schmit | - Steve Sealy : Bill McKinney - Pat Mahoney : sergent Hing - Nancy Phillips : journaliste n°3 - Craig Stout : gouverneur Jim Geringer - Dylan Baker : Rulon Stacey - Summer Phoenix : Jen Malmskog - John Lodico : Conrad Miller - Bhavana Kundanmal : Zubaida Ula - Amanda Gronich : Zackie Salmon - Mercedes Herrero : Pam Sears - Bill Irwin : Harry Woods - James Murtaugh (nl) : révérend Fred Phelps - Richard Riehle : juge au procès Henderson - Terry Kinney : Dennis Shepard - Lou Anne Wright : Judy Shepard - Ben Fuhrman : juge au procès McKinney - John Nance : Jury Foreman - Stephen Belber : ami d'Aaron McKinney - Nicholas DiNardo : fils du pasteur - Nelson Embleton : propriétaire de ranch (homme) - Noah Fleiss : Shannon Shingleton - Jim Hooley : journaliste no 1 - Regina Krueger : Alison Mears - Jacquie Palisi : journaliste no 2 - Barbara Pitts : Sherry Aenenson - Stanley Roach : shérif du comté - Dawn E. Anderson : Angel (non crédité) - Kevin Aviance (en) : lui-même (images d'archives, non crédité) - Bill Clinton : lui-même (images d'archives, non crédité) - Zach Cumer : le fils cadet du révérend Phelps (non crédité) - Ellen DeGeneres : elle-même (images d'archives, non créditée) |

## Distinctions
- Berlinale 2002 : Mention spéciale au prix du meilleur premier film

## Autour du film
Le Projet Laramie a été diffusé à la télévision aux États-Unis. Un autre téléfilm sur le même fait divers a été diffusé en 2002 : The Matthew Shepard Story de Roger Spottiswoode.